# لیگ آنتی فوتبال
لیگ آنتی فوتبال (به انگلیسی: Anti-Football League) یک سازمان استرالیایی است که با هدف رهایی هواداران فوتبال استرالیایی از اعتیاد به تماشا و دنبال کردن مسابقات این رشته ورزشی فعالیت می‌کند. این سازمان در سال ۱۹۶۷ توسط کیت دانستن تأسیس شد. شرط اصلی عضویت در این گروه میل به کاهش علاقه به فوتبال و گذراندن وقت خود به گونه‌ای دیگر است.